# سرزمین تازه‌کشف‌شده
سرزمین تازه کشف شده (به انگلیسی: New Found Land) جلد دوم مجموعه گوی آتش اثر جان کریستفر است .این مجموعه در ایران توسط انتشارات قدیانی به چاپ رسیده است.

## داستان
در این قسمت قهرمانان داستان به آمریکا وارد می شوند و اتفاقاتی را در آنجا پشت سر میگذارند. بعد از مدتی که با سرخپوست ها میگذرانند به جزیره وایکینگ ها میروند و بعد از مدتی متوجه میشوندکه وایکینگ ها قصد قربانی کردن ان چهار نفر یعنی سایمون،براد،باس و کورتیوس را دارند برای همین همراه لادینگا گریخته که در هنگام فرار کردن وایکینگ ها کورتیوس را که قصد فراری دادن دوستانش را دارد و خود را در مسیر وایکینگ نگه میدارد،میکشند.انها با کشتیشان به امریکا برمیگردند در انجا به سرزمین ازتک ها میروند میروند و پس مدتی که لادینگا به عنوان عروس خدایان انتخاب میشود سایمون و براد از انجا میگریزند